# Cambridge
Cambridge [ˈkeɪmbɹɪdʒ] ist eine englische Stadt im Vereinigten Königreich und die Hauptstadt der Grafschaft Cambridgeshire mit etwa 125.063 Einwohnern, davon etwa 24.500 Studenten.
Berühmt sind die University of Cambridge, die gotische Kapelle und der Chor des King’s College, die Universitätsbibliothek sowie das Trinity College. Nach Cambridge sind die Titel des Duke, des Marquess und des Earl of Cambridge benannt.

## Geografie

### Geographische Lage
Cambridge liegt am Fluss Cam etwa 80 km nordöstlich von London im Osten Englands.

### Stadtgliederung
Cambridge wird für Wahlzwecke in 14 wards gegliedert.: Abbey, Arbury, Castle, Cherry Hinton, Coleridge, East Chesterton, King’s Hedges, Market, Newnham, Petersfield, Queen Edith’s, Romsey, Trumpington und West Chesterton.

## Klima
Der wärmste Monat im Jahresmittel ist der Juli mit 17 °C, der kälteste Monat ist der Januar mit 3,5 °C. Das Jahresmittel liegt bei 9,9 °C. Die Niederschlagssumme beträgt 558 mm.

## Geschichte

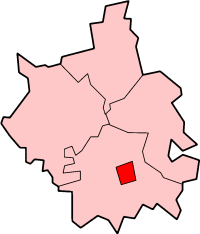
Lage von Cambridge in Cambridgeshire

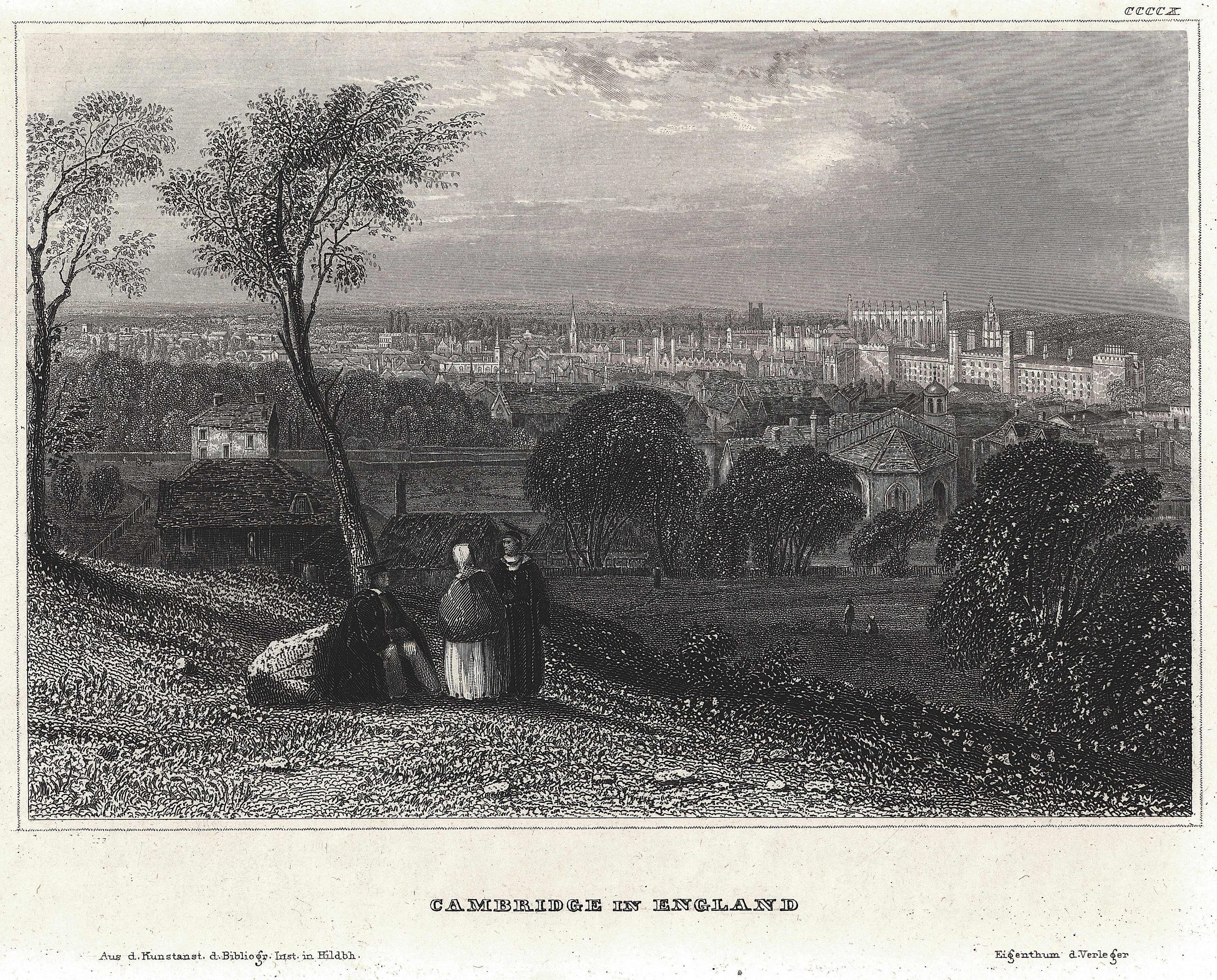
Panorama von Cambridge 1842

Seufzerbrücke über den Cam

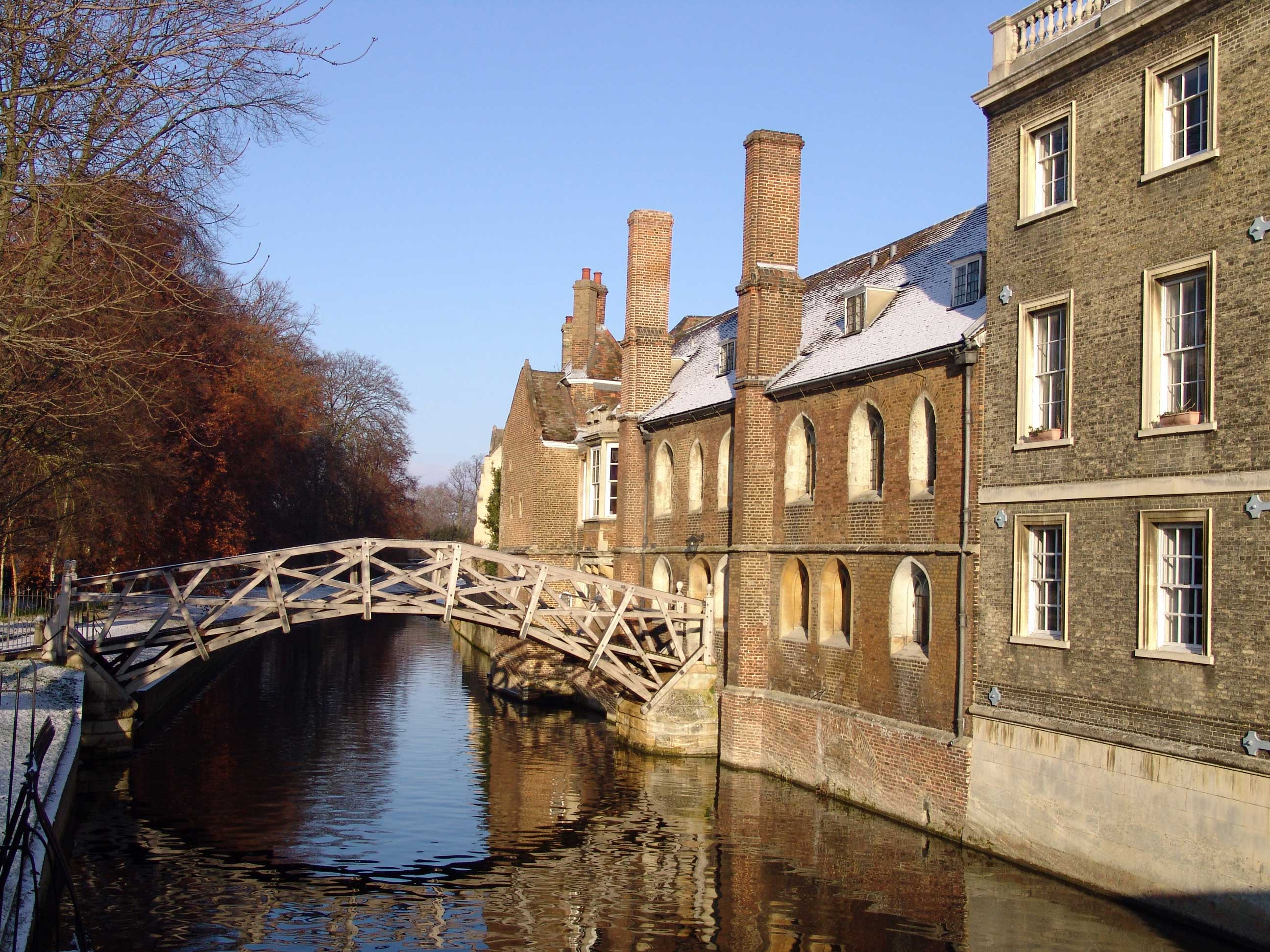
Mathematical Bridge

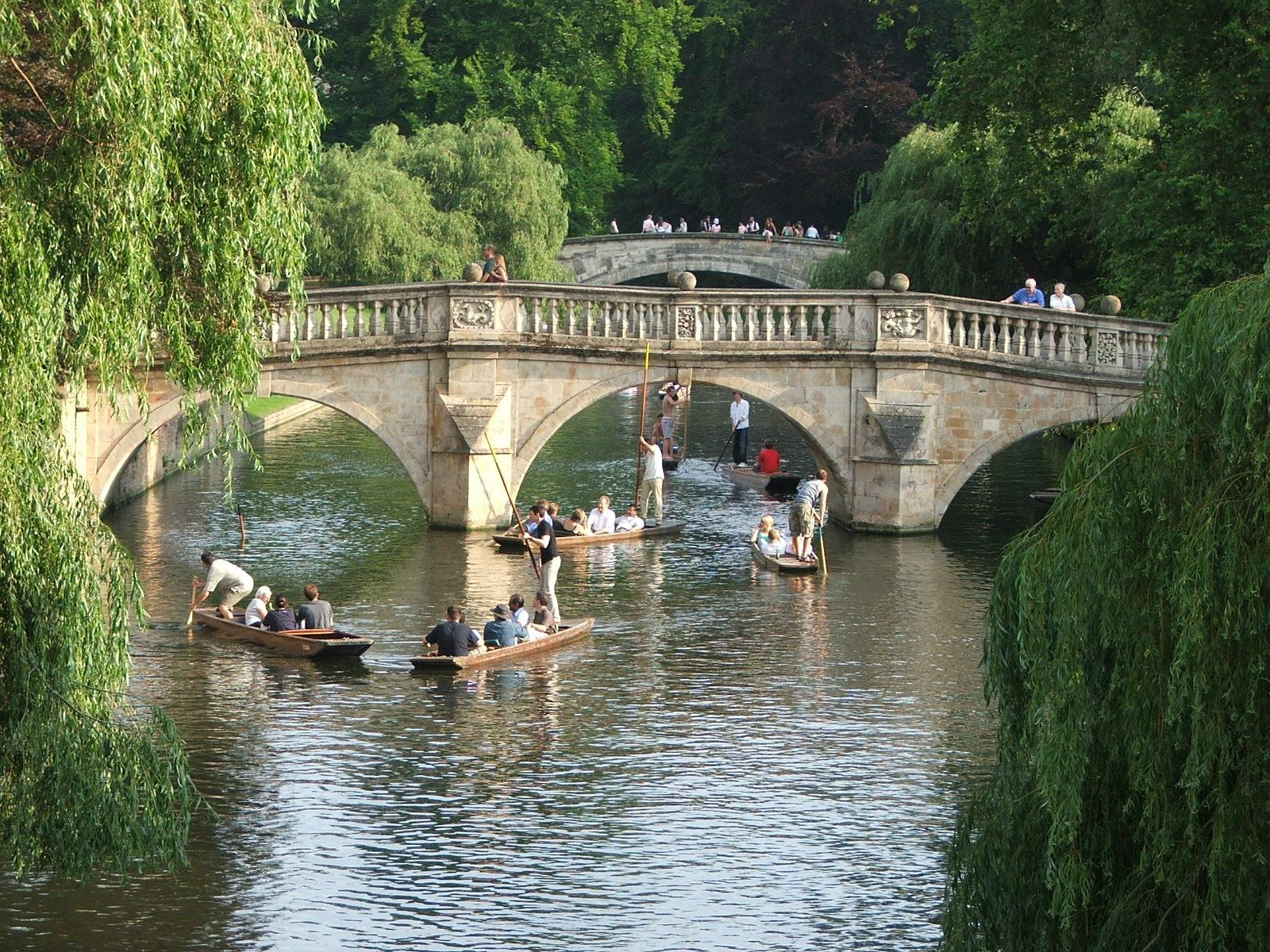
Punting auf dem Cam

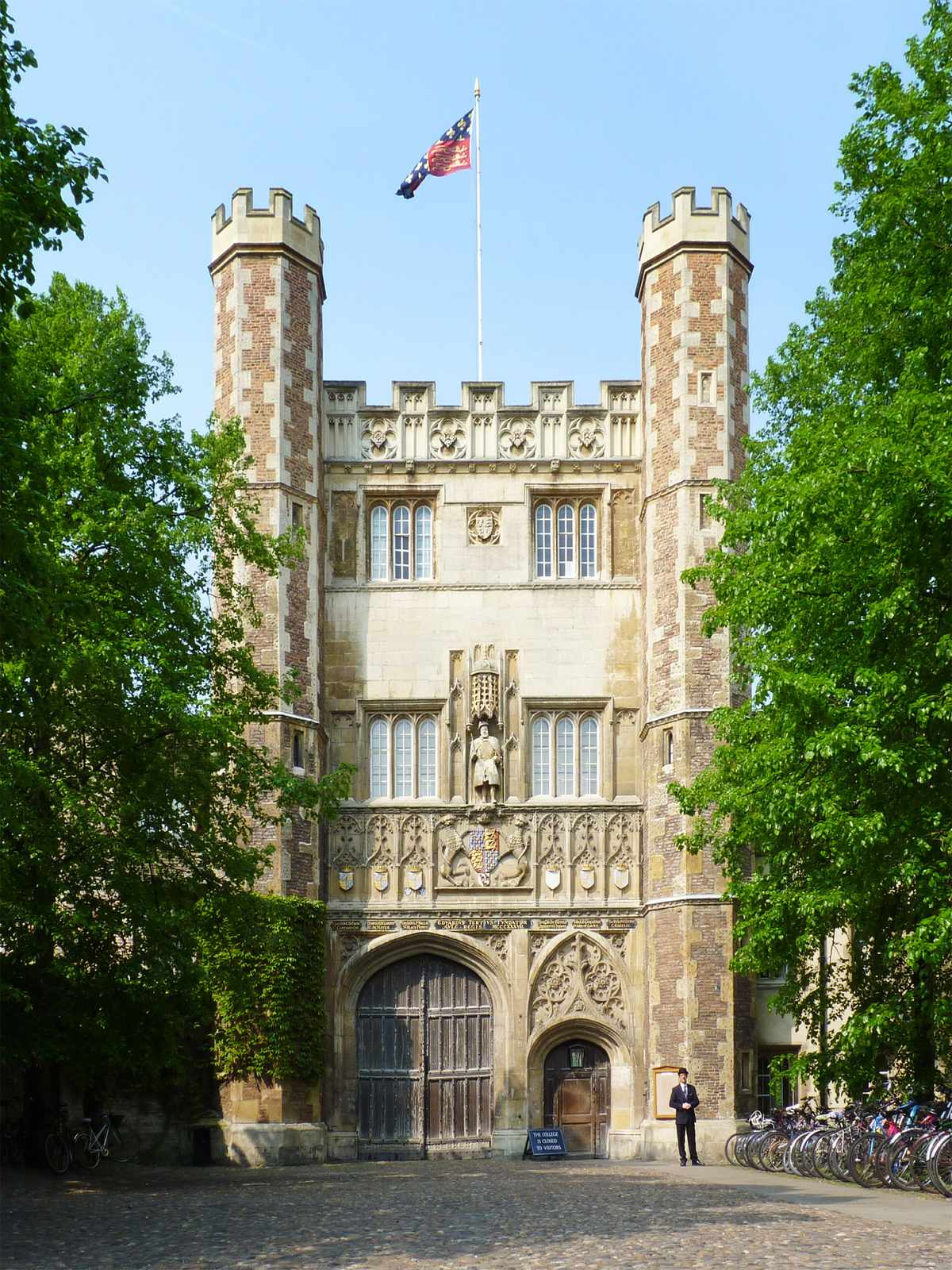
Das Great Gate, der Haupteingang des Trinity Colleges

Die ersten Siedlungen im Bereich des heutigen Cambridge existierten bereits vor dem Zeitalter des Römischen Imperiums. Der früheste Nachweis einer Besiedlung, eine Sammlung von Jagdwaffen, stammt aus der späten Bronzezeit (1000 v. Chr.). Es gibt weitere archäologische Hinweise auf eine Besiedlung des Castle Hills durch einen belgischen Stamm im ersten Jahrhundert n. Chr.
Mit der römischen Invasion Britanniens (ca. 40 n. Chr.) wurde Cambridge ein wichtiger militärischer Posten, um den Cam zu verteidigen. Zusätzlich kreuzte hier die Via Devana, welche Colchester (Essex) mit den nördlicheren Garnisonen in Chester verband, den Cam. Der römische Name dieser Siedlung ist vermutlich Duroliponte gewesen. Die Siedlung blieb die folgenden 350 Jahre ein regionales Zentrum. Bis heute sind viele römische Straßen und Befestigungen um Cambridge zu finden, wie in Great Chesterford.
Nach dem Rückzug der Römer wurde das Gebiet um den Castle Hill von den Angeln erobert, deren Grabbeigaben in diesem Gebiet gefunden wurden. Während der angelsächsischen Zeit profitierte Cambridge von den sehr guten Handelswegen innerhalb des Stadtgebiets. Diese ermöglichten einen sichereren und einfacheren Verkehr durch die schwierig zu bereisenden Fens. Im 7. Jahrhundert berichteten Reisende des nahegelegenen Ely jedoch von einem starken Rückgang des Handels. In angelsächsischen Chroniken wird die Siedlung Grantebrycge genannt, der erste Hinweis auf eine Brücke in Cambridge. Im Jahr 875 wurde in den angelsächsischen Chroniken von der Ankunft der Wikinger in Cambridge berichtet. Der lebhafte Handel der Wikinger führte zu einem erneuten schnellen Wachstum von Cambridge. Während dieser Zeit verschob sich das Stadtzentrum vom Castle Hill am linken Flussufer hin zur heutigen Quayside auf der rechten Flussseite. Nach dem Ende der Wikinger-Epoche erlangten die Sachsen kurzzeitig die Macht in Cambridge zurück und errichteten 1025 die St. Benet’s Kirche.
Zwei Jahre nach der normannischen Eroberung Englands ließ Wilhelm der Eroberer Cambridge Castle am höchsten Punkt der Stadt errichten. Wie der übrige Teil des Königreiches unterstand Cambridge der Kontrolle des Königs und seiner Stellvertreter. Die unverkennbare Round Church im Stadtzentrum wurde in diesem Zeitraum errichtet. Im Zeitalter der Normannen ist der Name in der Form Grentabrige oder Cantebrigge belegt, der Name des Flusses als Granta. Der Name der Stadt änderte sich in der folgenden Zeit weiter bis zum heutigen Cambridge, während der Fluss noch weiter als Granta bekannt war. Auch heute wird der Cam manchmal noch als Granta bezeichnet. Die Universität Cambridge nutzt häufig das neolateinische Adjektiv Cantabrigiensis (aus Cambridge).
Während des Zweiten Weltkrieges wurden im Verlauf der Luftschlacht um England mehrere schwere und leichte Angriffe auf den Flughafen der Royal Air Force in Duxford geflogen. Hierbei wurden auch Teile der Stadt Cambridge getroffen. Am 23. September 1940 erfolgte als Vergeltung für einen Luftangriff auf Heidelberg in der Nacht vom 19. auf den 20. September 1940 der erste Angriff auf Cambridge. Die Bombardierungen der deutschen Luftwaffe zerstörten von 1940 bis 1941 7 % der Bebauung.

## Verkehr
Cambridge ist an das britische Schienennetz angebunden und liegt an der Autobahn M11. Der Flughafen Cambridge liegt am östlichen Rand der Stadt.

## Politik

### Cambridge City Council
- Greens: 5
- Labour: 26
- LibDem: 10
- Cons.: 1
- Unabh.: 0

## Sehenswürdigkeiten
- King’s College: College der Cambridge Universität mit gotischer Kapelle und Chor
- Trinity College: College der Cambridge Universität
- Fitzwilliam-Museum: Kunst- und Antikenmuseum der Universität Cambridge, 1816 gegründet
- Museum of Archaeology and Anthropology, University of Cambridge
- Kettle’s Yard: ein Kunstmuseum
- Cambridge & County Folk Museum
- Botanischer Garten der Universität
- Sedgwick Museum of Earth Sciences
- Cambridge University Press Bookshop, in dem seit 1581 Bücher verkauft werden
- Church of the Holy Sepulchre (Round Church): eine von nur vier normannischen Rundkirchen in England
- Duxford Imperial War Museum: befindet sich in Duxford bei Cambridge
- Seufzerbrücke: führt über den Fluss Cam
- Mathematical Bridge über den Fluss Cam

Panorama-Ansicht des Stadtzentrums

## Persönlichkeiten

### Söhne und Töchter der Stadt
- Douglas Adams (1952–2001), Schriftsteller
- Richard Attenborough (1923–2014), Schauspieler und Regisseur
- Ben Barker (* 1991), Autorennfahrer
- Syd Barrett (1946–2006), Gitarrist, Sänger und Songschreiber von Pink Floyd
- Matthew Bellamy (* 1978), Frontmann der britischen Rock-Band Muse
- Tom Blomqvist (* 1993), schwedisch-britischer Rennfahrer
- Seb Castang (* 1980), Schauspieler
- Christopher Cockerell (1910–1999), Ingenieur und Erfinder
- Frances Cornford (1886–1960), Dichterin
- Rosie Day (* 1995), Schauspielerin und Synchronsprecherin
- Simon Donaldson (* 1957), Mathematiker
- Jane Fawcett (1921–2016), Codebrecherin, Opernsängerin und Denkmalpflegerin
- Alistair Foot (1930–1971), Film- und Theaterautor
- Phyllis Gardner (1890–1939), Künstlerin und Illustratorin
- Richard Garriott (* 1961), Computerspiel-Entwickler
- David Gilmour (* 1946), Gitarrist, Sänger und Songschreiber von Pink Floyd
- Adam Glasser (* 1955), südafrikanischer Musiker
- Imogen Grant (* 1996), Ruderin
- Sarah Haffner (1940–2018), deutsch-britische Malerin und Autorin
- Russell Harmer (1896–1940), Regattasegler
- Douglas Hartree (1897–1958), Mathematiker und Physiker
- Hilda Phoebe Hudson (1881–1965), Mathematikerin und Hochschullehrerin
- Robert Huff (* 1979), Autorennfahrer
- Callum Ilott (* 1998), Autorennfahrer
- Sergei Kapiza (1928–2012), sowjetisch-russischer Physiker und Fernsehmoderator
- Thomas Keen (* 2001), Mittelstreckenläufer
- Tim Key (* 1976), Komiker, Schauspieler, Dichter und Drehbuchautor
- Geoffrey Keynes (1887–1982), Mediziner, Wissenschaftler und Bibliophiler
- John Maynard Keynes (1883–1946), Mathematiker und Ökonom
- Felix Krämer (* 1971), deutsch-britischer Kunsthistoriker und Kurator
- Dominic Lash (* 1980), Jazz-Bassist
- Stephen Law (* 1960), Philosoph
- David Leland (1941–2023), Schauspieler, Drehbuchautor und Filmregisseur
- Simon MacCorkindale (1952–2010), Filmschauspieler und Filmemacher
- Rebecca Mader (* 1977), Schauspielerin
- Billy Major (* 1996), Skirennläufer
- Damaris Cudworth Masham (1658–1708), Philosophin
- Bernard Naylor (1907–1986), Komponist, Organist und Dirigent
- Olivia Newton-John (1948–2022), britisch-australische Sängerin, Schauspielerin und Songwriterin
- Jeremy Northam (* 1961), Film- und Theaterschauspieler
- Patrick James O’Flynn (1965–2025), Politiker
- John Peake (1924–2022), Hockeyspieler
- Robin Perutz (* 1949), Chemiker
- Eddie Redmayne (* 1982), Schauspieler und Oscarpreisträger
- Geraint Rees (* 1967), Neurowissenschaftler
- Mary Rees (* 1953), Mathematikerin, Hochschullehrerin
- Martin Robertson (1911–2004), Klassischer Archäologe
- Norman Rosenthal (* 1944), Kunsthistoriker und Kurator
- Jenny Saville (* 1970), Künstlerin
- Ronald Searle (1920–2011), Zeichner und Karikaturist
- William Thomas Stearn (1911–2001), Botaniker
- Nick Stone (* 1966), Schriftsteller
- Michael Swann, Baron Swann (1920–1990), Biologe, Zoologe, Hochschullehrer und Rundfunkintendant
- Harold Neville Vazeille Temperley (1915–2017), theoretischer Physiker und Angewandter Mathematiker
- George Paget Thomson (1892–1975), Physiker
- Ronan Vibert (1964–2022), Schauspieler
- T. H. S. Walker (1855–1936), Radsportpionier in Deutschland
- Nick Weldon (* 1954), Jazzmusiker und Autor
- John Macnaghten Whittaker (1905–1984), Mathematiker
- Andrew Wiles (* 1953), Mathematiker
- Amy Williams (* 1982), Skeletonpilotin
- Barbara Wootton (1897–1988), Soziologin, Wirtschaftswissenschaftlerin und Kriminologin
- Andrew Wylie (* 1961), Skilangläufer
- Philip Yorke, 3. Earl of Hardwicke (1757–1834), Peer und Politiker

### Persönlichkeiten, die mit der Stadt verbunden sind
- Shane Acton (1947–2002), Weltumsegler
- Jeffrey Archer (* 1940), Politiker und Schriftsteller
- Rupert Brooke (1887–1915), Dichter
- Graham Chapman (1941–1989), Schauspieler, Schriftsteller und Drehbuchautor, Mitglied der Komikergruppe Monty Python
- John Cleese (* 1939), Schauspieler und Drehbuchautor, Mitglied der Komikergruppe Monty Python
- Charles Darwin (1809–1882), Naturforscher
- Paul Dirac (1902–1984), Physiker
- Edward, Duke of Edinburgh (* 1964), Bruder von König Charles III.
- E. M. Forster (1879–1970), Schriftsteller
- Jack Goody (1919–2015), Ethnologe, Anthropologe und Medientheoretiker
- Stephen Hawking (1942–2018), Physiker
- Nick Hornby (* 1957), Schriftsteller
- Ted Hughes (1930–1998), Dichter
- Isaac Newton (1643–1727), Physiker, Mathematiker, Astronom, Alchemist, Philosoph
- Sylvia Plath (1932–1963), Dichterin
- Donald A. Prater (1918–2001), Literaturwissenschaftler und Diplomat
- Bertrand Russell (1872–1970), Philosoph
- John Rutter (* 1945), englischer Komponist, gründete und leitet die Cambridge Singers
- Zadie Smith (* 1975), Schriftstellerin
- Alfred Lord Tennyson (1809–1892), Dichter
- Emma Thompson (* 1959), Schauspielerin
- Alan Turing (1912–1954), britischer Mathematiker
- Ludwig Wittgenstein (1889–1951), österreichisch-britischer Philosoph
- Virginia Woolf (1882–1941), Schriftstellerin
- William Wordsworth (1770–1850), Dichter

## Städtepartnerschaften
Cambridge pflegt Städtepartnerschaften zu Heidelberg und Szeged. Beide Städte sind Sitz einer Universität und haben eine ähnliche Anzahl von Einwohnern.
- Heidelberg, Deutschland seit 1965[5]
- Szeged, Ungarn seit 1987